# Pachybrachis wickhami
Pachybrachis wickhami är en skalbaggsart som beskrevs av Bowditch 1909. Pachybrachis wickhami ingår i släktet Pachybrachis och familjen bladbaggar. Inga underarter finns listade i Catalogue of Life.